# Almugaveri
Almugaveri, (almogaveri, almogavari; arap. al-muğāwir: vojnik koji se bori u neprijateljskoj zemlji) pješaci iz Navare (Navarra), Aragonije (Aragón) i Katalonije (Cataluña) koji se javljaju u 13. stoljeću i koristili su se kao izvidači ili uhode.
Naoružani su prvenstveno za blisku borbu – kopljima, mačevima i kamama, imali su ručne praćke i džilite, a nosili su i male štitove.
Pješak (peón) je mogao postati časnik (almocadén) kada je položio ispit pred 12 časnika. Najhrabriji su postajali vođe (adalid) poslije ispita na kojemu su morali dokazati vještinu, odanost i snalažljivost. Istakli su se u pograničnim borbama protiv Maura. Kao vrlo dobri profesionalni ratnici almugaveri su stupali u službu stranih vladara gdje su, kao svi plaćenici toga vremena, stekli glas pljačkaša. Činili su najefikasniji element Katalonske kompanije.